# Élet virága

Az Élet virága

Az Élet virága (vagy Életvirág) a modern elnevezése annak a geometrikus formának, melyben egymást megfelelően fedő- és egyenletesen eloszló körök egy virágszerű mintázatot hoznak létre hatszoros szimmetriával, mint egy hatszögnél. Minden kör középpontja az őt körülvevő 6 másik (megegyező átmérőjű) kör kerületén helyezkedik el.
Az Élet Virága világszerte, sok kultúrában - régen és most is - szent szimbólum. Az univerzum leképeződésének tekintik, mivel például mindazon építőkövét megtalálhatjuk a szimbólumban (Metatron kocka formájában), amit platóni testnek vagy másképpen szabályos testnek nevezünk. A szimbólumot olyan metafóraként foghatjuk fel, mint amelyik az univerzum szellemének és minden életnek az összekapcsolódását ábrázolja. Egyfajta Akashi-kódexnek (Akashi Records) is tekinthető.
Drunvalo Melchizedek szerint az (Élet virágában található) Élet magja szimbólumot létrehozó lépések sorozata a zsidó-keresztény mitológiában a teremtés hét napjának feleltethető meg, ami alatt Elohim (az Isten, Istenség megnevezése) létrehozta az életet. Az Élet virágában megtalálható szimbólumok szerkesztése során - többek között - a Vesica Piscis (ősi vallási szimbólum) és a Borromei kötés (ami a Szentháromságot fejezi ki) is megjelenik.

## Szimbolizmus és nómenklatúra
|  | „Amiket állítok e szimbólumról nem kitaláció, ezekkel a konkrét szavakkal írták le már az ősidőkben is. Azt gondolom azért nevezték az Élet virágának, mert egy virágra emlékeztet, és mert minden élő és nem élő létező felépítését és működését fejezi ki; mindent, ami valaha is manifesztálódott.” |
|  | – Drunvalo Melchizedek, egy videós beszélgetés során, ahol az Élet virágáról tartott előadást. |

## Előfordulásai

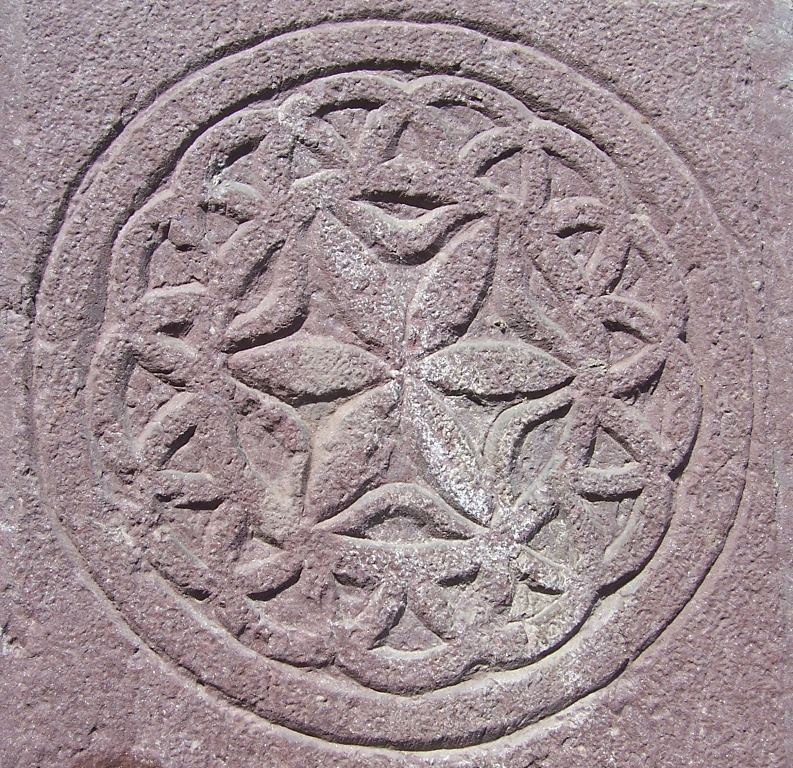
Az Élet virága Erbannóban, Darfo Boario Terme, Olaszország

A történelem során az Élet virága világszerte fontos jelentéssel bírt jó néhány kultúra számára. Megtalálható templomokban, a művészetben és kéziratokban a világ minden táján. A következő lista felsorol néhányat azon helyekből, ahol a szimbólumot megfigyelték.
- Asszíria – Assur-bán-apli templomában[9]
- Egyiptom – Ozirisz templomában Abüdoszban, valamint a Sínai-hegynél[4][10][11][12][12][13]
- Magyarország – a Kárpátoknál[14]
- Izrael – Maszadában; ezenkívül az Izrael Múzeumban egy freskón (Heródes király egyik palotájából származik a mű).[12]
- Kína – Pekingben, a Tiltott Városban és jó néhány templomban[10] and various temples.[12]
- Japán – jó néhány templomban[12]
- India – a Harmandir Sahibnál (Aranytemplom); Hampiban és Adzsanta templomainál[10]
- Törökország – jó néhány régi római telephelynél; Epheszoszban; Iznikben[10]
- Spanyolország – a Monasterio De La Olivánál; Iglesia de San Martínnál (Izco, Navarra); Córdobában[10][12]
- Ausztria – Weitrában; Pfarrkirchében (Bad Deutsch-Altenburg)[10]
- Norvégia – Oslóban, a Norsk Folkemuseumban; a Hordamuseetben[15]
- Olaszország – Erbannóban.[11]
- Örményország – a Tatev Monostornál; Ahtamar-szigeten, egy templom falán[15]
- Írország – Clonmacnoise-ben[15]
- Dánia – Brædstrupban, a Tønning Templomban[16]
- Bulgária – Kabilében (Jambol); a Demir Baba Teke mauzóleumban; Plovdivban, az Etnográfiai Múzeumban[16]
- Észak-Afrika – Marokkóban[10]
- Közel-Kelet – Libanonban és jó néhány iszlám mecsetnél; Szíriában, Ruweiha ősi templomainál[10]
- Dél-Amerika – Peruban[10]
- Észak-Amerika – Mexikóban[10]

## Képek

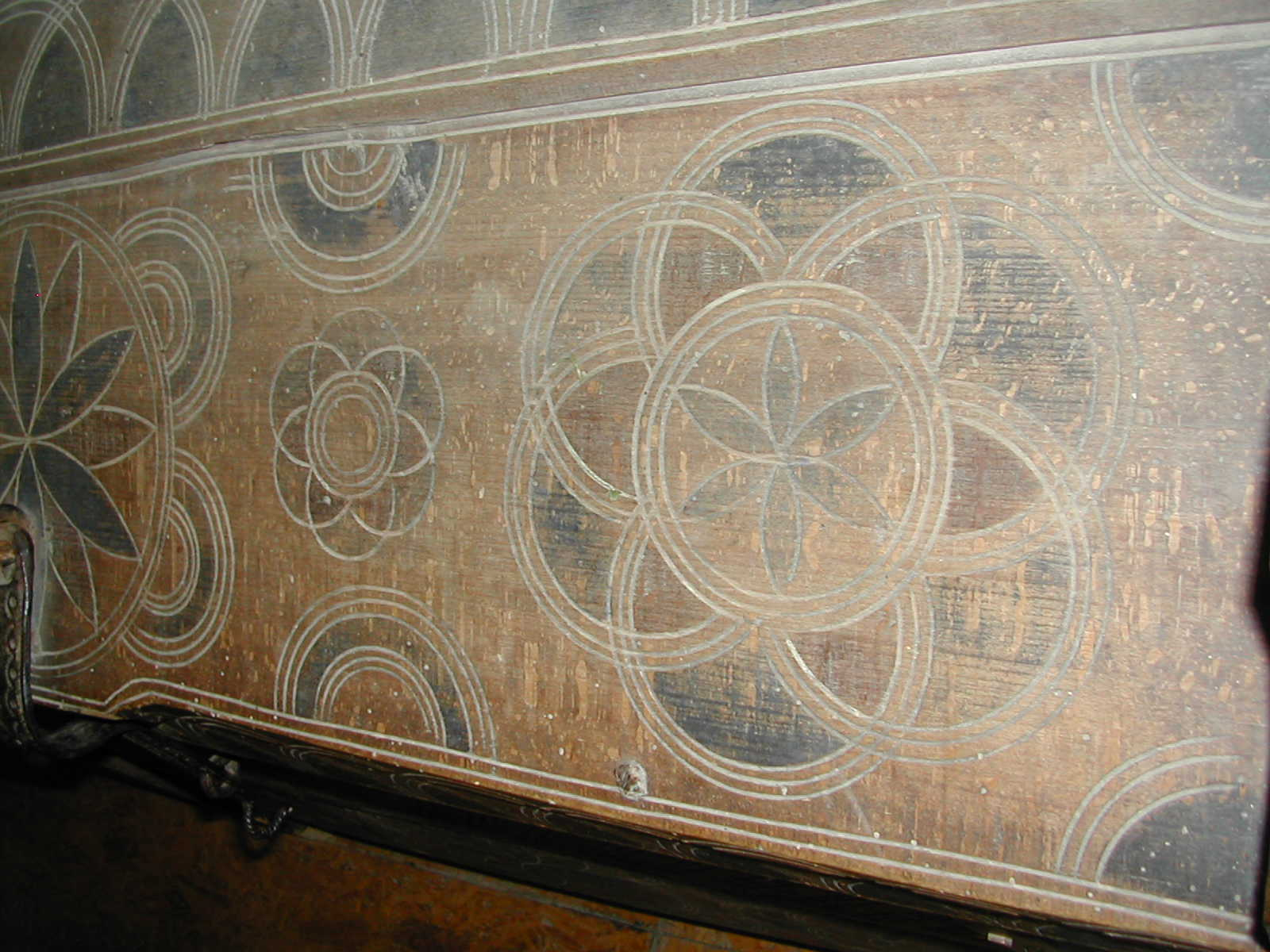
Magyarország